# Алкан-Бордер (Аляска)
Алкан-Бордер (англ. Alcan Border) — переписна місцевість (CDP) в США, в окрузі Саутіст-Фейрбенкс штату Аляска. Населення — 36 осіб (2020).

## Географія
Алкан-Бордер розташований за координатами 62°41′45″ пн. ш. 141°10′58″ зх. д. / 62.69583° пн. ш. 141.18278° зх. д. (62.695722, -141.182740).  За даними Бюро перепису населення США в 2010 році переписна місцевість мала площу 394,10 км², з яких 391,86 км² — суходіл та 2,24 км² — водойми.

### Клімат
| Клімат : Алкан-Бордер   | Клімат : Алкан-Бордер | Клімат : Алкан-Бордер | Клімат : Алкан-Бордер | Клімат : Алкан-Бордер | Клімат : Алкан-Бордер | Клімат : Алкан-Бордер | Клімат : Алкан-Бордер | Клімат : Алкан-Бордер | Клімат : Алкан-Бордер | Клімат : Алкан-Бордер | Клімат : Алкан-Бордер | Клімат : Алкан-Бордер | Клімат : Алкан-Бордер |
| Показник                | Січ.                  | Лют.                  | Бер.                  | Квіт.                 | Трав.                 | Черв.                 | Лип.                  | Серп.                 | Вер.                  | Жовт.                 | Лист.                 | Груд.                 | Рік                   |
| Абсолютний максимум, °C | 5,0                   | 8,3                   | 9,4                   | 21,1                  | 27,8                  | 31,1                  | 34,4                  | 30,0                  | 25,6                  | 14,4                  | 6,1                   | 12,8                  | 34,4                  |
| Середній максимум, °C   | −21,8                 | −15                   | −5,3                  | 6,4                   | 14,4                  | 19,8                  | 21,2                  | 18,7                  | 11,4                  | −1,1                  | −14,8                 | −17,9                 | 1,3                   |
| Середній мінімум, °C    | −29,4                 | −25,4                 | −20,4                 | −8,1                  | 1,1                   | 6,7                   | 8,3                   | 5,1                   | −1                    | −10,1                 | −22,7                 | −25,6                 | −10,1                 |
| Абсолютний мінімум, °C  | −48,3                 | −48,9                 | −45                   | −32,8                 | −12,2                 | −2,8                  | −2,2                  | −4,4                  | −17,8                 | −32,2                 | −43,9                 | −45,6                 | −48,9                 |
| Норма опадів, мм        | 6                     | 6                     | 3                     | 6                     | 21                    | 51                    | 57                    | 41                    | 26                    | 10                    | 13                    | 8                     | 246                   |
| Днів з опадами          | 3                     | 3                     | 2                     | 2                     | 5                     | 10                    | 11                    | 10                    | 7                     | 5                     | 5                     | 4                     | 67,0                  |
| ----------------------- | --------------------- | --------------------- | --------------------- | --------------------- | --------------------- | --------------------- | --------------------- | --------------------- | --------------------- | --------------------- | --------------------- | --------------------- | --------------------- |
| Джерело:                |                       |                       |                       |                       |                       |                       |                       |                       |                       |                       |                       |                       |                       |

## Демографія
Згідно з переписом 2010 року, у переписній місцевості мешкали 33 особи в 16 домогосподарствах у складі 6 родин. Густота населення становила 0 осіб/км².  Було 23 помешкання (0/км²).
Расовий склад населення:
| - 90,9 % — білих - 3,0 % — осіб інших рас |

До двох чи більше рас належало 6,1 %. Частка іспаномовних становила 9,1 % від усіх жителів.
За віковим діапазоном населення розподілялося таким чином: 30,3 % — особи молодші 18 років, 69,7 % — особи у віці 18—64 років, 0,0 % — особи у віці 65 років та старші. Медіана віку мешканця становила 34,5 року. На 100 осіб жіночої статі у переписній місцевості припадало 200,0 чоловіків;  на 100 жінок у віці від 18 років та старших — 228,6 чоловіків також старших 18 років.
Цивільне працевлаштоване населення становило 7 осіб. Основні галузі зайнятості: публічна адміністрація — 100,0 %.